# Tobrilus aberrans
Tobrilus aberrans är en rundmaskart som först beskrevs av Nikolai Nikolaievich Filipjev 1928. Enligt Catalogue of Life ingår Tobrilus aberrans i släktet Tobrilus och familjen Tripylidae, men enligt Dyntaxa är tillhörigheten istället släktet Tobrilus och familjen Tripyloididae. Arten är reproducerande i Sverige. Inga underarter finns listade i Catalogue of Life.